# Pingtung
Pingtung est une ville de Taïwan, capitale du comté du même nom, située tout à fait au Sud de l'île.

## Démographie
Aujourd'hui, sa population est de 217 137 habitants[réf. nécessaire].

## Base militaire
Elle dispose d'un aéroport jouxtant la base aérienne Jui Peng de la force aérienne de la république de Chine abritant entre autres en 2018 les douze P-3C Orion acquis par Taïwan entre 2013 et 2015 et utilisé pour le tir de fusées-sonde de l'Organisation spatiale nationale depuis 1998.